# Bororé

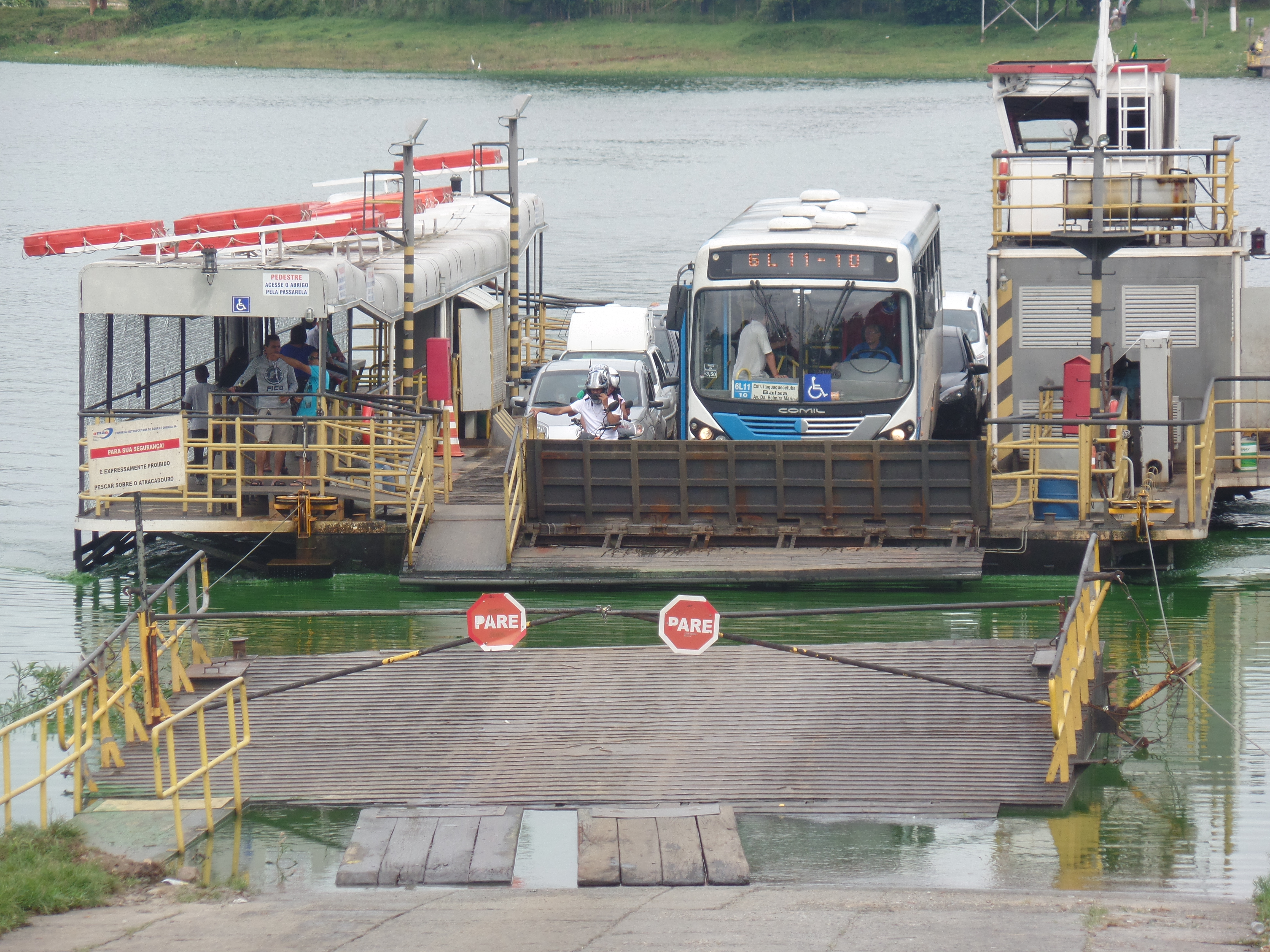
Balsa da Ilha do Bororé

Bororé é um bairro localizado no extremo sul da cidade de São Paulo cercado pela Represa Billings, com uma população de 5.000 habitantes.
Apesar do nome popular de "Ilha do Bororé", na verdade não é uma ilha, e sim uma península. No entanto, o acesso por terra é pouco usado, sendo mais frequente a travessia por balsa.
Desde 2006, integra a Área de Proteção Ambiental Bororé-Colônia, dotada de nascentes, córregos e ribeirões que alimentam as represas Guarapiranga e Billings, do Alto Tietê. 
A Ilha do Bororé possui duas escolas publicas, um posto de saúde, alguns bares, mercadinhos, restaurantes e uma capela centenária, a Capela de São Sebastião(1904),mas não possui nenhum hospital e nenhum posto da Polícia Militar.